# Hazel Park
Hazel Park – miasto w Stanach Zjednoczonych, w stanie Michigan, w hrabstwie Oakland.